# Pelecopsis nigriceps
Pelecopsis nigriceps är en spindelart som beskrevs av Holm 1962. Pelecopsis nigriceps ingår i släktet Pelecopsis och familjen täckvävarspindlar. Inga underarter finns listade i Catalogue of Life.